# Province dell'Armenia

Province dell'Armenia

Le province (o regioni) dell'Armenia (marzer - մարզեր, singolare marz - մարզ) sono la suddivisione territoriale di primo livello del Paese e sono pari a 10. Fino al 2009 anche la capitale Erevan era equiparata ad una provincia, per poi diventare un comune a sé stante.
Ogni provincia è amministrata da un governatore, il marzpet (մարզպետ), nominato e rimovibile con decreto del governo a cui segue la ratifica del Presidente. Le province non hanno un bilancio proprio e sono finanziate direttamente dal governo centrale.

## Storia
Fin dal IV secolo a.C. il territorio occupato dagli Armeni era diviso in tre unità amministrative: Pokr Hayk (Piccola Armenia), Tsopk e Mets Hayk (Grande Armenia) che nel II secolo a.C. divennero stati indipendenti. Lo stato di Mets Hayk, il più potente, era costituito da 15 territori con in tutto 191 provincie. Questi territori erano i seguenti: Tayk, Bardzr Hayk, Chorrord Hayk, Aghdznik, Korchek, Mokk, Parskahayk, Paytakaran, Artsakh, Utik, Syunik, Gugark, Turuberan, Vaspurakan e Ayrarat, che era considerato il centro politico, economico e culturale.
Nel XV secolo l'Armenia fu divisa in occidentale e orientale, incluse rispettivamente nell'Impero ottomano e nella Persia. Quest'ultima passerà all'Impero russo nel 1828.
Al tempo dell'Unione Sovietica il territorio armeno era diviso in 37 distretti e 4 città: Yerevan, Leninakan, Kirovakan e Dilijan.
L'attuale suddivisione in 10 marz, più Yerevan fino al 2009, è stata creata nel 1995 in base alla legge sulle divisioni territoriali e amministrative della Repubblica Armena.

## Lista
| Localizzazione | Provincia                       | Capoluogo       | Popolazione (2001) | Superficie (km²) |
| -------------- | ------------------------------- | --------------- | ------------------ | ---------------- |
|                | Aragaçotn Արագածոտնի մարզ       | Ashtarak        | 126 278            | 2 755            |
|                | Ararat Արարատի մարզ             | Artašat         | 252 665            | 2 003            |
|                | Armavir Արմավիրի մարզ           | Armavir         | 255 861            | 1 241            |
|                | Geġark’ownik’ Գեղարքունիքի մարզ | Gavar           | 215 371            | 3 655            |
|                | Kotayk' Կոտայքի մարզ            | Hrazdan         | 241 337            | 2 100            |
|                | Loṙi Լոռի մարզ                  | Vanadzor        | 253 351            | 3 791            |
|                | Širak Շիրակի մարզ               | Gyumri          | 257 242            | 2 679            |
|                | Syunik Սյունիքի մարզ            | Kapan           | 134 061            | 4 505            |
|                | Tavowš Տավուշի մարզ             | Ijevan          | 121 963            | 3 120            |
|                | Vayoc’ Jor Վայոց Ձորի մարզ      | Yeghegnadzor    | 53 230             | 2 406            |
|                | Erevan Երևան                    | Comune autonomo | 1 091 235          | 210              |